# Armando Boetto
Armando Boetto (Cuorgnè, 25 agosto 1911 – cielo del Mediterraneo, 8 maggio 1941) è stato un aviatore e ufficiale italiano, decorato con la Medaglia d'oro al valore militare alla memoria durante la seconda guerra mondiale.

## Biografia
Nacque a Cuorgnè il 25 agosto 1911, e dopo aver frequentato l'Istituto Tecnico di Pinerolo, conseguendo il diploma di geometra, partecipò ad un concorso per Allievo ufficiale entrando nella Regia Accademia Aeronautica di Caserta nell'ottobre 1932, Corso Marte. Uscito dall'Accademia nell'ottobre 1935, fu assegnato con il grado di sottotenente all'8º Stormo dell'Aeroporto di Poggio Renatico, e nell'aprile 1936 come Tenente viene destinato all'11º Stormo Bombardamento Terrestre di stanza all'aeroporto di Ferrara-San Luca. Dal 1º dicembre 1937, venne posto al comando della 49ª Squadriglia, 38º Gruppo, 32º Stormo Bombardamento Terrestre diventando capitano dall'aprile 1939. Alla data dell'entrata in guerra del Regno d'Italia, il 10 giugno 1940, il suo reparto si trovava assegnato all'aeronautica della Sardegna rischierato sull'aeroporto di Cagliari-Decimomannu equipaggiato con velivoli da bombardamento trimotori Savoia-Marchetti S.79 Sparviero. Partecipò a missioni di guerra su Biserta e sulla Corsica, e poi all'attività di contrasto dei convogli navali nel Mediterraneo e a bombardamenti sulla base navale di Gibilterra.

### Il convoglio "Tiger"
Il 6 maggio 1941, ebbe inizio da Gibilterra, aiutata dalle pessime condizioni meteorologiche, l'operazione Tiger. Con essa l'ammiragliato britannico mirava a rispondere all'appello del generale Wavell in difficoltà con la sua armata del Nilo con base Alessandria d'Egitto, rifornendolo di carri armati, aerei e carburante con cinque navi mercantili veloci, di fatto forzando il passaggio del canale di Malta, sorvegliato dalle aviazioni italiane e tedesca. Il convoglio era scortato dalla Forza "H" di Gibilterra composta dalla portaerei HMS Ark Royal, dall'incrociatore da battaglia HMS Renown e dall'incrociatore pesante HMS Sheffield più 9 cacciatorpediniere. Sulla Ark Royal erano da poco stati sostituiti i cacciabombardieri Blackburn Skua con i molto più potenti Fairey Fulmar per comporre i No. 807 e No. 808 Squadron.
Il cattivo tempo durò fino all'8 maggio, ma con la prima schiarita, il 38º Gruppo si alzò in volo scortato dai caccia Fiat C.R.42 Falco del 3º Gruppo caccia terrestre. In quel giorno, alle 13:45 iniziarono gli scontri che portarono ad abbattimenti da entrambe le parti. Gli aerei inglesi riuscirono a impedire l'attacco al convoglio e due S.79 furono colpiti. Su uno egli perse la vita , e in sua memoria fu successivamente decretata la concessione della Medaglia d'oro al valor militare, massima onorificenza italiana. In seguito gli fu intitolato il 32º Stormo dell'Aeronautica Militare Italiana, mentre porta il suo nome una via di Brindisi.

### Curiosità
È possibile che l'equipaggio del caccia Fulmar che abbatté il Capitano Boetto fosse composto dal pilota Nigel George "Buster" Hallett e dall'osservatore australiano Sir Victor Alfred Trumper Smith. L'equipaggio accreditato dell'abbattimento venne colpito nel corso degli scontri e costretto all'ammaraggio e fu Smith a salvare la vita al suo pilota in acqua. Dopo la guerra Smith ritornò alla Royal Australian Navy, dove raggiunse il grado di ammiraglio e per il suo contributo alla costituzione della componente aeronavale australiana venne soprannominato "il padre dell'arma aerea della flotta". È deceduto il 1º agosto 1998

### Annotazioni
1. ↑  Il 32º Stormo Bombardamento Terrestre era stato fondato sull'aeroporto di Cagliari-Elmas il 1º dicembre 1936.
2. ↑  Era arrivato a Decimomannu il 3 giugno 1940.

### Fonti
1. 1 2 3 4 5 6  Tortora 2011, p. 16.
2. 1 2  Ufficio Storico Stato Maggiore dell'Aeronautica 1969, p. 133.
3. ↑  Combattenti Liberazione.
4. ↑  Ufficio Storico Stato Maggiore dell'Aeronautica 1977, p. 71.
5. 1 2 3  Ufficio Storico Stato Maggiore dell'Aeronautica 1977, p. 101.
6. 1 2  Ufficio Storico Stato Maggiore dell'Aeronautica 1977, p. 102.
7. ↑  (EN) Capitano Giorgio Tugnoli, su surfcity.kund.dalnet.se, Biplane Fighter Aces from the Second World War, 31 marzo 2007. URL consultato il 21 agosto 2007.
8. ↑  (EN) Summary Obituaries, su fleetairarmarchive.net, Fleet Air Arm Archive. URL consultato il 21 agosto 2007 (archiviato dall'url originale l'8 giugno 2007).
9. ↑  Bollettino Ufficiale 1941, disp.44 pag.2015, e disp.48, pag,2304.
10. ↑  Registrato alla Corte dei Conti addì 14 giugno 1941, registro n.27 Aeronautica, foglio n.249.
11. ↑  Registrato alla Corte dei Conti addì 25 maggio 1941, registro n.26 Aeronautica, foglio n.219.